# NANP
NANP (англ. N-acetylneuraminic acid phosphatase) – білок, який кодується однойменним геном, розташованим у людей на короткому плечі 20-ї хромосоми. Довжина поліпептидного ланцюга білка становить 248 амінокислот, а молекулярна маса — 27 813.
| 10         |  | 20         |  | 30         |  | 40         |  | 50         |
| ---------- |  | ---------- |  | ---------- |  | ---------- |  | ---------- |
| MGLSRVRAVF |  | FDLDNTLIDT |  | AGASRRGMLE |  | VIKLLQSKYH |  | YKEEAEIICD |
| KVQVKLSKEC |  | FHPYNTCITD |  | LRTSHWEEAI |  | QETKGGAANR |  | KLAEECYFLW |
| KSTRLQHMTL |  | AEDVKAMLTE |  | LRKEVRLLLL |  | TNGDRQTQRE |  | KIEACACQSY |
| FDAVVVGGEQ |  | REEKPAPSIF |  | YYCCNLLGVQ |  | PGDCVMVGDT |  | LETDIQGGLN |
| AGLKATVWIN |  | KNGIVPLKSS |  | PVPHYMVSSV |  | LELPALLQSI |  | DCKVSMST   |

A: Аланін

C: Цистеїн

D: Аспарагінова кислота

E: Глутамінова кислота

F: Фенілаланін

G: Гліцин

H: Гістидин

I: Ізолейцин

K: Лізин

L: Лейцин

M: Метіонін

N: Аспарагін

P: Пролін

Q: Глутамін

R: Аргінін

S: Серин

T: Треонін

V: Валін

W: Триптофан

Кодований геном білок за функцією належить до гідролаз. 
Задіяний у такому біологічному процесі, як вуглеводний обмін. 
Білок має сайт для зв'язування з іоном магнію. 